# Прудно
Прудно — деревня в Ступинском районе Московской области России.

## Население
| 2002 | 2006 | 2010 |
| ---- | ---- | ---- |
| 58   | ↘47  | ↗58  |

## География
Деревня Прудно расположена на юге Московской области, в западной части Ступинского района, примерно в 63 км к югу от Московской кольцевой автодороги и 20 км к северо-западу от одноимённой железнодорожной станции города Ступино, по правому берегу реки Лопасни бассейна Оки.
Ближайшие населённые пункты — село Хатунь, деревни Бекетово и Грызлово.
В деревне несколько прудов, 11 улиц, 5 переулков и 1 проезд; приписано садоводческое товарищество (СНТ). Действует каменная часовня Николая Чудотворца (1909).